# George Mackenzie Dunnet
George Mackenzie Dunnet (* 19. April 1928 in Dunnet, Caithness; † 11. September 1995 in Kopenhagen) war ein schottischer Ornithologe, Ökologe und Hochschullehrer. Von 1974 an war er in der Nachfolge von Vero Wynne-Edwards Regius Professor of Natural History an der University of Aberdeen. Nach Aussagen seines Nachfolgers in der Professur, Paul Adrian Racey, gab es nur wenige Wissenschaftler, die einflussreicher als Dunnet für das Verständnis der praktischen Bedeutung der Ökologie für Naturschutz, Bohrplattformen in der Nordsee bis hin zu Fischfarmen waren.

## Leben
George wurde im Dorf Dunnet in Caithness im Nordosten Schottlands als Sohn von John G. Dunnet geboren. Dunnet hatte sein Studium in Aberdeen 1949 Summa cum laude mit B. Sc. abgeschlossen. Für seine Doktorarbeit untersuchte er das Aufzuchtverhalten von Sperlingen in Abhängigkeit von verfügbarem Futter. Aberdeen promovierte ihn 1952. Er nahm kurzzeitig eine Anstellung beim Bureau of Animal Population in Oxford an. Dort heiratete er Margaret H. Thomson, eine Biologin aus Aberdeen. Kurz danach nahm das Paar eine Anstellung bei der Wildlife Survey Section des Commonwealth Scientific and Industrial Research Organisation (CSIRO) an, der staatlichen Forschungsbehörde Australiens.
Nach ihrer Rückkehr aus Australien nahm Dunnet seine Tätigkeit als Lecturer an der University of Aberdeen auf, wo er auf einem 1949 der Universität gestifteten Gelände bei Cultery Forschungen zur Vogelwelt des Mündungsgebiets des Ythan begann. Der Aufbau dieser Forschungsstation mit Laboren, Arbeitskräften und Doktoranden sollte sein wichtigster Beitrag zur wissenschaftlichen Lehre werden. Während sich Dunnet in Australien überwiegend mit Säugetieren befasste, kehrte er in Cultery wieder zu den Vögeln zurück. Von Dunnet begonnene Studien zum Brutverhalten von Eissturmvögeln auf den Orkneys dauern bis heute an und sind inzwischen eine der wichtigsten Studien zum lebenslangen Bruterfolg bei Vögeln. In Cultery durchgeführte Forschungen zu Saatkrähen resultierten in einer Reihe von wichtigen Veröffentlichungen zur Ökologie von Vögeln.
Schon während seines Studiums hatte Dunnet eine Arbeit über die Flöhe von britischen Säugetieren geschrieben. In seiner Zeit in Australien wurde ihm bewusst, dass die dortige Flohfauna völlig anders war als in Britannien, und er begann eine Sammlung von Flöhen, die er selbst katalogisierte und beschrieb. Zusätzlich ließ er sich Flöhe aus verschiedenen Gebieten in Australien zusenden. Gemeinsam mit seinem Assistenten ab 1969, David Mardon, führte er die Arbeit fort und 1974 erschien eine Monographie über australische Flöhe. Mardon führte die Arbeit fort und schloss die Aufgabe mit über vierzig weiteren Spezies und Subspezies von australischen Flöhen ab. Die Arbeit von Dunnet und Mardon ist einer der wichtigsten Beiträge zum Verständnis der Zoographie von Flöhen auf der Südhalbkugel der Erde. Die Sammlung wird heute in der Australian National Insect Collection in Canberra aufbewahrt.
1971 wurde er auf eine Professur berufen, und 1974 folgte der Ruf auf die Regius Professur. Er übernahm die Aufgaben neben seinen Tätigkeiten in Cultery und leitete später auch den Wissenschaftsbereich als Dekan (1984–1987) in einer Phase des Umbruchs. Bis zu seinem Tod blieb sein Rat unter Kollegen gesucht.
Während seiner ganzen Karriere bemühte sich Dunnet, mit seiner Arbeit praktische Ziele zu erreichen. Er war einer der ersten, die Parlamentarier zu Umweltfragen beriet und ihnen erklärte, dass Fischfarmen potentielle Gefahrenquellen für die Umwelt darstellten. Ebensoschnell griff er die Debatte zwischen Umweltschützern und der Ölindustrie in der Nordsee auf. Er gründete die Aberdeen University Environmental Liaison Group, die 1977 zur Shetland Oil Terminal Environmental Advisory Group (SOTEAG) umfirmierte und eine der wichtigsten Liäson-Organisationen zwischen Umweltschützern und Vertretern der Ölindustrie wurde. Sein hohes Ansehen verschaffte den Umweltschützern Gehör und wurde bei seiner Ernennung zum Officer des Order of the British Empire (OBE) 1986 ausdrücklich anerkannt.
Seine Reputation verhalf Dunnet zur Berufung auf verschiedene Leitungspositionen in Regierungskommissionen. Seine Tätigkeit im Salmon Advisory Committee, das er von 1986 bis zu seinem Tod leitete, wurde in der Ernennung zum Commander des Order of the British Empire (CBE) 1993 anerkannt.
Dunnet verstarb an den Folgen eines Schlaganfalls in Kopenhagen, wo er sich als Leiter der Expertenkommission zur Bewertung der ökologischen Folgen der geplanten Öresundbrücke befand.

## Ehrungen
1970 wurde Dunnet zum Fellow der Royal Society of Edinburgh gewählt, wo er von 1973 bis 1976 im Council saß. 1984 ehrte die University of Aberdeen Dunnet mit einem D.Sc. Die British Ornithologists’ Union ehrte Dunnet 1990 mit der Verleihung der Godman-Salvin-Medal und im gleichen Jahr verlieh ihm die RSE den Neill-Price. Die Krone adelte ihn 1986 OBE und 1993 CBE.

## Bibliografie

### Bücher
- 1955: The Breeding of the Starling Sturnus Vulgaris in Relation to its Food Supply

### Artikel
- 1976: Culterty Research Station: Bird Sanctuary to Research Station, Aberdeen University Review, 46 (1975–1976), 243–256.
- 1995: Scientific Criteria to Optimize Oil Spill Cleanup; David Sell; Lucy Conway; Tracy Clark; Gordon B. Picken; Jenifer M. Baker; George M. Dunnet; Alasdair D. McIntyre; Robert B. Clark

International Oil Spill Conference Proceedings (1995) 1995 (1): 595–610.